# Інститут зрошуваного землеробства НААН
Інститут зрошуваного землеробства НААН — науково-дослідна установа системи Національної академії аграрних наук України, головними завданнями якої були вирішення фундаментальних і прикладних задач ведення землеробства на зрошуваних і неполивних землях півдня України. Досвід роботи — понад 125 років. Заснований в 1889 році. Місце розташування — смт. Наддніпрянське, в 12 км на північний схід від м. Херсона. 
У 2022 році реорганізований шляхом злиття з Інститутом рису та Південною державною сільськогосподарською дослідною станцією Інституту водних проблем і меліорації НААН України, після чого була створена нова науково-дослідна установа — Інститут кліматично орієнтованого сільського господарства НААН України.

## Історія
Установою, з якої починається відлік історії Інституту зрошуваного землеробства НААН, є Херсонське земське дослідне поле, засноване в 1889 році на базі дослідної ферми Херсонського сільськогосподарського училища (нині — ДВНЗ «Херсонський державний аграрний університет»). Першим завідувачем дослідного поля став Костянтин Іванович Тархов — кандидат наук, вчитель рослинництва Херсонського с.-г. училища, учень відомого вченого Олександра Олексійовича Ізмаїльського.
У 1910 році, накопичивши достатньо великий масив результатів перших дослідів, зробивши часткове їх узагальнення, значно вдосконаливши методику проведення досліджень, дослідне поле було реорганізовано на Херсонську сільськогосподарську дослідну станцію. Таким чином розширювалась сферу наукової діяльності і станція обслуговувала населення всієї Херсонської губернії.
Перші видатні вчені цього періоду: К. І. Тархов, Ф. Б. Яновчик, С. П. Кульжинський зібрали чималий багаж спостережень і практичних знань про ґрунти півдня України, їх властивості залежно від різних сівозмін. Встановили, що основною потребою рослин в місцевих посушливих умовах є волога ґрунту.
У 1924 році, за директорства П. І. Підгорного, на дослідній станції було відкрито відділ поливних культур. З початком роботи цього відділу починається систематичне вивчення зрошуваного землеробства на півдні України.
У 1931 р дослідна станція реорганізована на Херсонську зональну станцію бавовництва НКЗ СРСР, яка в 1935 р. реорганізована на Українську дослідну станцію бавовництва. Пріоритетними питаннями, над якими працювали вчені в період 1930-х — середини 1950-х рр., були агротехніка обробітку бавовнику в умовах півдня України, селекція скоростиглих сортів бавовнику, механізація збирання врожаю бавовнику та ін. Активними і видатними вченими цього часу є М. М. Горянський — автор підручників з агротехніки вирощування бавовнику і автор декількох сортів бавовнику, С. Д. Лисогоров — основоположник наукової школи зрошуваного землеробства.
У 1949 році на базі Української дослідної станції бавовництва організовують Український науково-дослідний інститут бавовництва.
Після припинення обробітку бавовнику в Українській РСР в 1956 році Інститут реорганізовують на Український науково-дослідний інститут зрошуваного землеробства (УкрНДІЗЗ). Таким чином, починаючи з середини 1950-х років, пріоритетним напрямком досліджень установи стає зрошуване землеробство.
Протягом 1963—1979 рр. Інститут переживає період розквіту. В цей час на посаді директора установи успішно працював О. О. Собко. Його заслугою є розбудова новітньої інфраструктури Інституту, створення потужної матеріально-технічної бази, формування високопрофесійного і працездатного колективу співробітників. За цей час було створено селище Наддніпрянське — як фундамент соціального благополуччя молодих талановитих вчених, яких активно залучали до науково-дослідної роботи Інституту відомі фахівці того часу І. Є. Підкопай, І. Д. Філіп'єв, А. П. Орлюк, С. М. Підозерський, сам О. О. Собко та ін.
У 1971 році за успішну розробку та впровадження у виробництво прогресивних способів поливу сільськогосподарських культур Український науково-дослідний інститут зрошуваного землеробства нагороджений орденом Трудового Червоного Прапора.
У середині 1970-х років УкрНДІЗЗ набув всесоюзного значення. Інститутом здійснювалася координаційно-методична робота по зрошуваному землеробству Української РСР. Щорічно на базі Інституту проводилися республіканські наради з питань вирощування основних сільськогосподарських культур в умовах зрошення, участь в яких брали багато відомих учених з СРСР, країн ближнього і далекого зарубіжжя.
У період 1960-1980-х рр. були створені ідеальні умови як для наукової, так і для соціально-культурної діяльності. Крім побудови селища Наддніпрянське, в 1965 році був закладений дендропарк, який має значення парку-пам'ятки садово-паркового мистецтва місцевого значення. Також в головному корпусі Інституту з 1978 року до початку 2000-х рр. був відкритий «зимовий сад», де росли декоративні тропічні і субтропічні дерева, чагарники і квіти.
У другій половині 1990-х років в Україні відбувалося катастрофічне скорочення площ поливних земель. Науково-дослідна установа переживала далеко не найкращий період своєї історії. В умовах реформування галузі сільського господарства, у 2000 році заклад отримав статус Інституту землеробства південного регіону УААН.
Лише через десятиліття, після відновлення уваги держави до проблеми використання зрошуваних земель, у 2011 році Інститут землеробства південного регіону був перейменований в Інститут зрошуваного землеробства НААН. У 2010-х роках інститут брав участь у проведенні 15 науково-технічних програм Національної академії аграрних наук України.
На початку жовтня 2014 року відновлено роботу музею історії установи, де кожен охочий міг ознайомитися з основними етапами розвитку Інституту та науковими досягненнями різних поколінь науковців.
У 2022 році Інститут зрошуваного землеробства реорганізований шляхом злиття з Інститутом рису та Південною державною сільськогосподарською дослідною станцією Інституту водних проблем і меліорації НААН України, після чого була створена нова науково-дослідна установа — Інститут кліматично орієнтованого сільського господарства НААН України.

## Центр наукового забезпечення АПВ Херсонської області
Інститут зрошуваного землеробства НААН був головною установою регіонального Центру наукового забезпечення агропромислового виробництва Херсонської області. До складу Центру входили:
- Інститут зрошуваного землеробства НААН (головна установа),
- Інститут тваринництва степових районів ім. М. Ф. Іванова «Асканія-Нова» НААН[3],
- Південна Державна сільськогосподарська дослідна станція ІВПіМ НААН[4],
- Інститут рису НААН[5],
- Асканійська Державна сільськогосподарська дослідна станція Інституту зрошуваного землеробства НААН[6],
- Генічеська дослідна станція ДУ «Інститут зернових культур НААН»[7],
- ДП «Херсонський науково-дослідний і проектний інститут землеустрою Держземагенства України»,
- ДВНЗ «Херсонський державний аграрний університет»[8],
- Херсонський національний технічний університет[9],
- Степовий філіал УНДІ лісового господарства і лісомеліорації Держкомлісгоспу і НАН,
- Південно-Українська філія УкрНДІПВТ ім. Л. В. Погорілого[10],
- Херсонська філія ДУ «Інститут охорони ґрунтів України»[11].

Спільними скоординованими зусиллями всі установи Центру розробляли структуру посівних площ та сівозмін для сільськогосподарських формувань різної спеціалізації зрошуваної зони України; впроваджували енергозберігаючі, ґрунтозахисні способи основного обробітку ґрунту для одержання екологічно-чистої продукції; випробовували та розкривали потенціал сортів і гібридів сільсьгосподарських культур.
Упродовж 2017—2020 років Національний рекорд України — портрет Тараса Шевченка на рисовому полі залишається незмінним. Він створений посівом рису з чорним листям на зеленому полі в Херсонській області. Його автори — українські вчені, селекціонери Інституту рису НААН України. Площа зображення — 1370 м². Портрет Тараса Шевченка видно з космосу. 15 липня 2017 року новий рекорд України в категорії «Наука і технології» занесено до Національного реєстру рекордів України. 2016 року у цьому ж Інституті рису виростили у полі великий тризуб. Його розміри були втричі менші за портрет Тараса Шевченка. Малий герб України із чорного рису мав довжину 24,7 м та ширину 16,4 м.

## Структура наукових підрозділів
У структурі Інституту зрошуваного землеробства НААН перебували 5 наукових відділів та 5 лабораторій:
| Відділи                                                                            | Лабораторії              |
| ---------------------------------------------------------------------------------- | ------------------------ |
| зрошуваного землеробства                                                           | неполивного землеробства |
| агротехнологій                                                                     | овочівництва             |
| селекції                                                                           | біотехнології картоплі   |
| первинного та елітного насінництва                                                 | економіки                |
| науково-інноваційної діяльності, трансферу технологій та інтелектуальної власності | аналітичних досліджень   |

В Інституті функціонувала аспірантура, навчання в якій проводилось за галуззю знань — 20 Аграрні науки та продовольство, спеціальністю 201 Агрономія за трьома спеціалізаціями: сільськогосподарські меліорації, селекція і насінництво, рослинництво. Щорічно навчання в аспірантурі Інституту проходили більше 30 аспірантів і докторантів.
В Інституті зрошуваного землеробства НААН працювала Спеціалізована вчена рада К 67.379.01 з правом прийняття до розгляду та проведення захисту дисертацій на здобуття наукового ступеня кандидата сільськогосподарських наук за спеціальністю 06.01.05 «Селекція і насінництво» строком на три роки.

## Напрями діяльності
- Теоретичне обґрунтування раціонального природокористування та збереження родючості ґрунтів і навколишнього середовища;
- Розробка та впровадження новітніх, адаптованих до посушливих умов зони, систем зрошуваного і неполивного землеробства;
- Удосконалення і широке виробниче освоєння сучасних технологій вирощування сільськогосподарських культур, спрямованих на підвищення продуктивності та максимальне використання біокліматичного потенціалу зони та генетично обумовлених можливостей сортів і гібридів;
- Створення та поширення в АР Крим та областях степової зони високопродуктивних конкурентоспроможних сортів та гібридів пшениці озимої, кукурудзи, сої, люцерни та томатів;
- Відпрацювання організаційно-економічного механізму господарювання на зрошуваних землях та адаптація його до соціально-орієнтованих ринкових відносин;
- Науково обґрунтоване ведення первинного та елітного насінництва районованих і перспективних сортів зернових, зернобобових, кормових, овочевих, технічних культур, багаторічних трав і картоплі спрямоване на забезпечення товаровиробників високоякісним насіннєвим матеріалом та координація насінницької роботи з метою проведення прискореного сортооновлення та сортозаміни в господарствах Херсонської області;
- Підготовка наукових кадрів і підвищення кваліфікації фахівців сільського господарства;
- Інформаційно-консультативне забезпечення сільгосптоваровиробників.

## Директори Інституту
У формуванні і розвитку основних напрямків досліджень Інституту та підготовці наукових кадрів велику роль відіграли відомі вчені й організатори сільськогосподарського виробництва, якими були і є директори Інституту та установ-попередників: Тархов К. І. (1889—1898), Яновчик Ф. Б. (1898—1914), Кудінов М. П. (1914—1924), Підгорний П. І. (1924—1931), Веліжев В. І. (1931—1934), Таран В. Г. (1934—1936), Щелоков П. І. (1936—1937), Кузько Ф. С. (1937—1950), Білоус А. Г. (1950—1963), Собко О. О. (1963—1979), Остапов В. І. (1979—1988), Писаренко В. А. (1988—1998), Гамаюнова В. В. (1998—1999), Сніговий В. С. (1999—2004), Жуйков Г. Є. (2004—2006), Нікішенко В. Л. (2006—2010), Вожегова Р. А. (2010—2022).

## Наукові школи
В різні роки створені наукові школи з питань:
- «Родючість ґрунтів і ефективне використання добрив» — Філіп'єв Іван Давидович, Гамаюнова Валентина Василівна;
- «Режими зрошення сільськогосподарських культур» — Писаренко Володимир Антонович;
- «Меліорація зрошуваних земель» — Лактіонов Борис Іванович;
- «Селекція і генетика озимої пшениці» — Орлюк Анатолій Павлович;
- «Селекція і генетика кукурудзи» — Лавриненко Юрій Олександрович.

## Нагороди
Список нагород Інституту у 2010-х роках поповнений Державними нагородами:
- Почесна грамота і медаль Кабінету Міністрів України (№ 25571 від 01 жовтня 2014 р.) за вагомий внесок у розвиток вітчизняної аграрної науки, ефективне використання зрошуваних земель, вдосконалення ресурсозберігаючих і екологічно безпечних технологій вирощування сільсьгосподарських культур, впровадження наукових розробок у виробництво;
- Грамота Верховної Ради України (№ 1727 від 09 грудня 2015 р.) за вагомий внесок у розвиток вітчизняної аграрної науки в галузі зрошуваного землеробства, впровадження комплексних наукових розробок в агропромислове виробництво і підготовку висококваліфікованих спеціалістів для сільського господарства.
- Міжнародним сертифікатом «ЕКСПОРТЕР РОКУ» та медаллю «IMPORT EXPORT AWARD» за результатами загальнодержавного рейтингу підприємств України у сфері зовнішньоекономічної діяльності;
- Національною нагородою «Золотий символ якості» Асамблеї ділових кіл;
- Нагородою і сертифікатом «ESQR's Quality Achievements Awards 2017» за значні практичні досягнення у сфері управління якістю.